# Leucospis osmiae
Leucospis osmiae är en stekelart som beskrevs av Boucek 1974. Leucospis osmiae ingår i släktet Leucospis och familjen Leucospidae. Inga underarter finns listade i Catalogue of Life.